# Danh sách hãng hàng không Azerbaijan
Dưới đây là tổng hợp bao gồm các hãng hàng không đang hoạt động, sắp hoạt động hoặc đã ngừng hoạt động tại Azerbaijan:

## Hãng hàng không theo lịch trình
| Hãng hàng không     | IATA | ICAO | Hình ảnh | Tín hiệu gọi | Sân bay                       | Chú thích                               |
| ------------------- | ---- | ---- | -------- | ------------ | ----------------------------- | --------------------------------------- |
| Azerbaijan Airlines | J2   | AHY  |          | AZAL         | Sân bay quốc tế Heydar Aliyev | Hãng hàng không quốc gia của Azerbaijan |
| Buta Airways        | J2   | AHY  |          |              | Sân bay quốc tế Heydar Aliyev |                                         |

## Hãng hàng không điều lệ
| Hãng hàng không      | IATA | ICAO | Hình ảnh | Tín hiệu gọi | Sân bay                       | Chú thích |
| -------------------- | ---- | ---- | -------- | ------------ | ----------------------------- | --------- |
| SW Business Aviation |      | ESW  |          | W-BUSINESS   | Sân bay quốc tế Heydar Aliyev |           |

## Hãng hàng không vận chuyển hàng hóa
| Hãng hàng không        | IATA | ICAO | Hình ảnh | Tín hiệu gọi  | Sân bay                       | Chú thích |
| ---------------------- | ---- | ---- | -------- | ------------- | ----------------------------- | --------- |
| Azal Avia Cargo        |      | AHC  |          | AZALAVIACARGO | Sân bay quốc tế Heydar Aliyev |           |
| Silk Way Airlines      | ZP   | AZQ  |          | SILK LINE     | Sân bay quốc tế Heydar Aliyev |           |
| Silk Way West Airlines | 7L   | AZG  |          | SILK WEST     | Sân bay quốc tế Heydar Aliyev |           |